# خاویر مارسلو کورئا
خاویر مارسلو کورئا (انگلیسی: Javier Marcelo Correa؛ زادهٔ ۲۳ اکتبر ۱۹۹۲) بازیکن فوتبال اهل آرژانتین است.
از باشگاه‌هایی که در آن بازی کرده‌است می‌توان به باشگاه فوتبال گودوی کروز و باشگاه فوتبال روساریو سنترال اشاره کرد.